# Acmanthera duckei
Acmanthera duckei é um gênero de plantas com flores. Foi descrito pela primeira vez por WR Anderson. Acmanthera duckei pertence ao gênero Acmanthera e à família Malpighiaceae.
Este tipo de planta pode ser encontrado em:
- norte do Brasil
  - Pará (estado)

Não há tipos listados como este.
Caracteriza-se por ramos com pilosidade adpresso-serícea ou glabrescente. As folhas possuem lâminas amplamente elípticas, base cuneada e ápice obtuso ou acuminado, com pilosidade glabrescente ou adpresso-serícea. As estípulas apresentam a mesma pilosidade adpresso-serícea. As inflorescências possuem brácteas e bractéolas orbiculares, enquanto os pedicelos são pilosos e seríceos. As sépalas, de forma triangular, apresentam ápices agudos ou obtusos e, em botão floral, ocultam as pétalas, que são brancas e densamente seríceas. O conectivo apresenta apêndices glandulares.